# Список Героев Советского Союза (Лебедев — Липилин)
В настоящем списке представлены в алфавитном порядке все Герои Советского Союза, чьи фамилии начинаются с буквы «Л» (всего 515 человек, из них семь удостоены звания дважды). Список содержит даты Указов Президиума Верховного Совета СССР о присвоении звания, информацию о роде войск, должности и воинском звании Героев на дату представления к присвоению звания Героя Советского Союза, годах их жизни.
Ударения в фамилиях Героев приведены по книге «Герои Советского Союза: Краткий биографический словарь / Пред. ред. коллегии И. Н. Шкадов. — М.: Воениздат, 1987. — Т. 1 /Абаев — Любичев/. — 911 с. — 100 000 экз. — ISBN отс., Рег. № в РКП 87-95382.».
- Персиковым цветом  в таблице выделены Герои, удостоенные звания дважды и более раз.
- Серым цветом  в таблице выделены Герои, представленные к званию посмертно.

| Навигационная таблица | Навигационная таблица              |
| --------------------- | ---------------------------------- |
| «Л»                   | Лаар Иосиф — Лебедев Василий       |
| «Л»                   | Лебедев Виктор — Липилин Александр |
| «Л»                   | Липкин Герман — Лосев Алексей      |
| «Л»                   | Лосев Анатолий — Лященко Николай   |

| № п/п | Фамилия Имя Отчество                                                 | Дата Указа            | Род войск           | Должность | Звание                              | Годы жизни                                 | БС ГС НЛ                        |
| ----- | -------------------------------------------------------------------- | --------------------- | ------------------- | --- | ----------------------------------- | ------------------------------------------ | ------------------------------- |
| 129   | Ле́бедев Виктор Александрович                                         | 22.02.1944            | пехота              | разведчик 936-го стрелкового полка 254-й стрелковой дивизии 52-й армии Воронежского фронта | красноармеец                        | 06.05.1918 — 20.11.1943 (пропал без вести) | [ БС 1 ] [ ГС 1 ] [ НЛ 1 ]      |
| 130   | Ле́бедев Виктор Михайлович                                            | 15.01.1944            | пехота              | командир отделения 218-го гвардейского стрелкового полка 77-й гвардейской стрелковой дивизии 61-й армии Центрального фронта | гвардии младший сержант             | 14.12.1924 — 12.11.1943                    | [ БС 2 ] [ ГС 2 ] [ НЛ 2 ]      |
| 131   | Ле́бедев Геннадий Сергеевич                                           | 29.06.1945            | авиация             | командир звена 136-го гвардейского штурмового авиационного полка 1-й гвардейской штурмовой авиационной дивизии 1-й воздушной армии 3-го Белорусского фронта                                                                               | гвардии старший лейтенант           | 13.11.1922 — 24.11.1999                    | [ БС 2 ] [ ГС 3 ] [ НЛ 3 ]      |
| 132   | Ле́бедев Геннадий Степанович                                          | 22.07.1944            | пехота              | командир пулемётного расчёта 234-го стрелкового полка 179-й стрелковой дивизии 43-й армии 1-го Прибалтийского фронта | младший сержант                     | 15.01.1912 — 16.11.1977                    | [ БС 2 ] [ ГС 4 ] [ НЛ 4 ]      |
| 133   | Ле́бедев Дмитрий Ильич                                                | 15.05.1946            | авиация             | заместитель командира эскадрильи 173-го гвардейского штурмового авиационного полка 11-й гвардейской штурмовой авиационной дивизии 16-й воздушной армии 1-го Белорусского фронта                                                           | гвардии старший лейтенант           | 27.10.1916 — 04.12.1998                    | [ БС 2 ] [ ГС 5 ] [ НЛ 5 ]      |
| 134   | Ле́бедев Дмитрий Максимович                                           | 24.07.1943            | авиация             | командир звена 27-й отдельной разведывательной авиационной эскадрильи ВВС Черноморского флота | капитан                             | 08.11.1917 — 30.07.1993                    | [ БС 2 ] [ ГС 6 ] [ НЛ 6 ]      |
| 135   | Ле́бедев Иван Данилович                                               | 20.12.1943            | комиссар            | заместитель по политической части командира артиллерийского дивизиона 5-го гвардейского воздушно-десантного артиллерийского полка 10-й гвардейской воздушно-десантной дивизии 37-й армии Степного фронта                                  | гвардии капитан                     | 22.08.1916 — 01.10.2014                    | [ БС 2 ] [ ГС 7 ] [ НЛ 7 ]      |
| 136   | Ле́бедев Константин Иванович                                          | 27.06.1945            | связисты            | линейный надсмотрщик 954-го отдельного батальона связи 115-го стрелкового корпуса 59-й армии 1-го Украинского фронта | красноармеец                        | 05.09.1910 — 05.11.1949                    | [ БС 2 ] [ ГС 8 ] [ НЛ 8 ]      |
| 137   | Ле́бедев Константин Константинович                                    | 01.11.1943            | пехота              | командир 646-го стрелкового полка 152-й стрелковой дивизии 46-й армии 3-го Украинского фронта | гвардии подполковник                | 29.07.1914 — 26.02.1985                    | [ БС 3 ] [ ГС 9 ] [ НЛ 9 ]      |
| 138   | Ле́бедев Михаил Васильевич                                            | 26.10.1943            | артиллерия          | командир взвода управления батареи 158-го гвардейского артиллерийского полка 78-й гвардейской стрелковой дивизии 1-й гвардейской армии Степного фронта                                                                                    | гвардии лейтенант                   | 10.10.1921 — 02.01.1945                    | [ БС 4 ] [ ГС 10 ] [ НЛ 10 ]    |
| 139   | Ле́бедев Николай Александрович                                        | 04.02.1943            | танкист             | старший адъютант 152-го танкового батальона 69-й танковой бригады 4-го танкового корпуса Сталинградского фронта | старший лейтенант                   | 05.08.1914 — 23.11.1942                    | [ БС 4 ] [ ГС 11 ] [ НЛ 11 ]    |
| 140   | Ле́бедев Николай Северьянович                                         | 23.09.1944            | артиллерия          | командир орудия 66-го гвардейского отдельного истребительно-противотанкового дивизиона 58-й гвардейской стрелковой дивизии 5-й гвардейской армии 1-го Украинского фронта                                                                  | гвардии старший сержант             | 28.08.1919 — 05.05.1992                    | [ БС 4 ] [ ГС 12 ] [ НЛ 12 ]    |
| 141   | Ле́бедев Семён Андрианович                                            | 23.02.1945            | авиация             | командир эскадрильи 43-го истребительного авиационного полка 278-й истребительной авиационной дивизии 3-го истребительного авиационного корпуса 1-й воздушной армии 3-го Белорусского фронта                                              | майор                               | 05.12.1919 — 06.10.1998                    | [ БС 4 ] [ ГС 13 ] [ НЛ 13 ]    |
| 142   | Ле́бедев Фёдор Михайлович                                             | 27.06.1945            | авиация             | командир эскадрильи 482-го истребительного авиационного полка 322-й истребительной авиационной дивизии 2-го истребительного авиационного корпуса 2-й воздушной армии 1-го Украинского фронта                                              | гвардии майор                       | 26.01.1923 — 15.02.1991                    | [ БС 5 ] [ ГС 14 ] [ НЛ 14 ]    |
| 143   | Лебеде́нко Иван Максимович укр. Лебеденко Іван Максимович             | 22.07.1944            | артиллерия          | командир дивизиона 138-го гвардейского артиллерийского полка 67-й гвардейской стрелковой дивизии 6-й гвардейской армии 1-го Прибалтийского фронта                                                                                         | гвардии капитан                     | 03.05.1921 — 07.04.1980                    | [ БС 6 ] [ ГС 15 ] [ НЛ 15 ]    |
| 144   | Лебеде́нко Никита Федотович укр. Лебеденко Микита Федотович           | 23.09.1944            | генерал             | командир 33-го гвардейского стрелкового корпуса 5-й гвардейской армии 1-го Украинского фронта | гвардии генерал-лейтенант           | 28.05.1899 — 16.06.1956                    | [ БС 6 ] [ ГС 16 ] [ НЛ 16 ]    |
| 145   | Ле́бедь Григорий Ефимович укр. Лебідь Григорій Юхимович               | 22.02.1944            | инженер             | командир взвода 17-го отдельного армейского инженерного батальона 53-й армии Степного фронта | лейтенант                           | 25.12.1911 — 30.06.1988                    | [ БС 6 ] [ ГС 17 ] [ НЛ 17 ]    |
| 146   | Лев Борис Давидович (Лев Борис Давыдович)                            | 16.10.1943            | пехота              | командир 4-го гвардейского стрелкового полка 6-й гвардейской стрелковой дивизии 13-й армии Центрального фронта | гвардии подполковник                | 17.04.1911 — 20.11.1971                    | [ БС 6 ] [ ГС 18 ] [ НЛ 18 ]    |
| 147   | Лев Рафаил Фроимович                                                 | 17.10.1943            | пехота              | командир роты 989-го стрелкового полка 226-й стрелковой дивизии 60-й армии Центрального фронта | старший лейтенант                   | 19.09.1918 — 18.10.1943                    | [ БС 6 ] [ ГС 19 ] [ НЛ 19 ]    |
| 148   | Левако́в Владимир Иванович                                            | 24.03.1945            | пехота              | командир взвода 1006-го стрелкового полка 266-й стрелковой дивизии 5-й ударной армии 1-го Белорусского фронта | лейтенант                           | 31.05.1925 — 20.01.1945                    | [ БС 6 ] [ ГС 20 ] [ НЛ 20 ]    |
| 149   | Леване́вский Сигизмунд Александрович пол. Lewoniewski Zygmunt         | 20.04.1934            | авиация             | лётчик Главного управления Северного морского пути | —                                   | 15.05.1902 — 13.08.1938 (пропал без вести) | ——                              |
| 150   | Левашо́в Константин Павлович                                          | 24.03.1945            | пехота              | командир 78-го стрелкового полка 74-й стрелковой дивизии 57-й армии 3-го Украинского фронта | подполковник                        | 25.12.1908 — 07.06.1996                    | [ БС 7 ] [ ГС 22 ] [ НЛ 21 ]    |
| 151   | Левене́ц Егор Михайлович укр. Левенець Єгор Михайлович                | 31.05.1945            | танкист             | механик-водитель танка Т-34 160-го танкового полка 3-й гвардейской кавалерийской дивизии 2-го гвардейского кавалерийского корпуса 1-го Белорусского фронта                                                                                | гвардии старшина                    | 04.04.1911 — 03.04.1998                    | [ БС 8 ] [ ГС 23 ] [ НЛ 22 ]    |
| 152   | Ле́вин Александр Иванович                                             | 31.05.1945            | пехота              | командир 990-го стрелкового полка 230-й стрелковой дивизии 5-й ударной армии 1-го Белорусского фронта | подполковник                        | 07.05.1909 — 08.07.1948                    | [ БС 8 ] [ ГС 24 ] [ НЛ 23 ]    |
| 153   | Ле́вин Александр Фёдорович                                            | 23.10.1943            | комиссар            | комсорг батальона 957-го стрелкового полка 309-й стрелковой дивизии 40-й армии Воронежского фронта | лейтенант                           | 09.10.1922 — 26.03.2006                    | [ БС 8 ] [ ГС 25 ] [ НЛ 24 ]    |
| 154   | Ле́вин Борис Савельевич                                               | 26.10.1944            | авиация             | командир звена 7-го гвардейского штурмового авиационного полка 230-й штурмовой авиационной дивизии 4-й воздушной армии 2-го Белорусского фронта                                                                                           | гвардии лейтенант                   | 14.04.1922 — 08.12.2006                    | [ БС 8 ] [ ГС 26 ] [ НЛ 25 ]    |
| 155   | Ле́вин Василий Андреевич                                              | 17.11.1943            | пехота              | командир отделения мотострелкового батальона 69-й механизированной бригады 9-го механизированного корпуса 3-й гвардейской танковой армии Воронежского фронта                                                                              | младший сержант                     | 05.04.1924 — 12.10.1943                    | [ БС 8 ] [ ГС 27 ] [ НЛ 26 ]    |
| 156   | Ле́вин Григорий Михайлович                                            | 29.06.1945            | пехота              | командир 109-го гвардейского стрелкового полка 37-й гвардейской стрелковой дивизии 65-й армии 2-го Белорусского фронта | гвардии полковник                   | 10.01.1902 — 26.01.1983                    | [ БС 8 ] [ ГС 28 ] [ НЛ 27 ]    |
| 157   | Ле́вин Дмитрий Павлович                                               | 22.01.1944            | морской флот        | командир бронекатера «БК-112» 1-го гвардейского дивизиона бронекатеров Азовской военной флотилии | лейтенант                           | 1920 — 03.11.1943                          | ——                              |
| 158   | Ле́вин Михаил Васильевич                                              | 29.06.1945            | авиация             | заместитель командира эскадрильи 1-го гвардейского бомбардировочного авиационного полка 53-й бомбардировочной авиационной дивизии 4-го гвардейского бомбардировочного авиационного корпуса 18-й воздушной армии                           | гвардии старший лейтенант           | 09.01.1919 — 06.08.2015                    | [ БС 9 ] [ ГС 30 ] [ НЛ 28 ]    |
| 159   | Ле́вин Семён Самуилович                                               | 27.06.1945            | пехота              | командир 62-й стрелковой дивизии 31-й армии 3-го Белорусского фронта | полковник                           | 13.09.1904 — 21.02.1972                    | [ БС 9 ] [ ГС 31 ] [ НЛ 29 ]    |
| 160   | Лёвин Григорий Тимофеевич (Левин Григорий Тимофеевич)                | 18.08.1945            | авиация             | командир эскадрильи 565-го штурмового авиационного полка 224-й штурмовой авиационной дивизии 8-го штурмового авиационного корпуса 8-й воздушной армии 4-го Украинского фронта                                                             | капитан                             | 02.08.1917 — 29.10.2008                    | [ БС 10 ] [ ГС 32 ] [ НЛ 30 ]   |
| 161   | Левита́н Владимир Самойлович                                          | 26.10.1944            | авиация             | командир эскадрильи 88-го гвардейского истребительного авиационного полка 8-й гвардейской истребительной авиационной дивизии 5-го истребительного авиационного корпуса 2-й воздушной армии 1-го Украинского фронта                        | гвардии капитан                     | 01.05.1918 — 02.09.2000                    | [ БС 9 ] [ ГС 33 ] [ НЛ 31 ]    |
| 162   | Леви́цкий Василий Иосифович укр. Левицький Василь Йосипович           | 24.03.1945            | танкист             | командир батареи самоходных установок СУ-76 958-го лёгкого самоходного артиллерийского полка 45-го стрелкового корпуса 5-й армии 3-го Белорусского фронта                                                                                 | старший лейтенант                   | 12.02.1917 — 25.11.1990                    | [ БС 9 ] [ ГС 34 ] [ НЛ 32 ]    |
| 163   | Леви́цкий Давид Иванович укр. Левицький Давид Іванович                | 03.06.1944            | артиллерия          | замковый 80-го гвардейского отдельного истребительно-противотанкового дивизиона 73-й гвардейской стрелковой дивизии 57-й армии 3-го Украинского фронта                                                                                    | гвардии старший сержант             | 20.01.1912 — 16.12.1994                    | [ БС 9 ] [ ГС 35 ] [ НЛ 33 ]    |
| 164   | Леви́цкий Роман Иванович укр. Левицький Роман Іванович                | 22.02.1944            | пехота              | командир отделения 184-го гвардейского стрелкового полка 62-й гвардейской стрелковой дивизии 37-й армии Степного фронта | гвардии сержант                     | 1925 — 18.10.1943 (пропал без вести)       | [ БС 9 ] [ ГС 36 ] [ НЛ 34 ]    |
| 165   | Леви́цкий Тимофей Яковлевич укр. Левицький Тимофій Якович             | 24.03.1945            | инженер             | командир отделения 115-го гвардейского отдельного сапёрного батальона 108-й гвардейской стрелковой дивизии 46-й армии 2-го Украинского фронта                                                                                             | гвардии сержант                     | 1913 — 09.03.1945                          | [ БС 11 ] [ ГС 37 ] [ НЛ 35 ]   |
| 166   | Лёвкин Никанор Александрович (Левкин Никанор Александрович)          | 31.05.1945            | артиллерия          | командующий артиллерией 132-й стрелковой дивизии 47-й армии 1-го Белорусского фронта | гвардии полковник                   | 22.07.1909 — 26.02.1997                    | [ БС 12 ] [ ГС 38 ] [ НЛ 36 ]   |
| 167   | Левоня́н Вайк Амаякович арм. Լևոնյան Վահիկ                            | 27.06.1945            | артиллерия          | командир орудия 530-го армейского истребительно-противотанкового артиллерийского полка 28-й армии 1-го Украинского фронта | старший сержант                     | 15.06.1923 — 24.07.1945                    | [ БС 12 ] [ ГС 39 ] [ НЛ 37 ]   |
| 168   | Лёвочкин Андрей Ефимович                                             | 07.04.1940            | комиссар            | ответственный секретарь партийного бюро 151-го стрелкового полка 8-й стрелковой дивизии 13-й армии Северо-Западного фронта | старший политрук                    | 15.06.1910 — 06.03.1940                    | [ БС 12 ] [ ГС 40 ] [ НЛ 38 ]   |
| 169   | Лёвушкин Василий Николаевич                                          | 10.04.1945            | пехота              | командир отделения моторизованного батальона автоматчиков 13-й гвардейской танковой бригады 4-го гвардейского танкового корпуса 38-й армии 1-го Украинского фронта                                                                        | гвардии старший сержант             | 14.06.1922 — 13.11.1984                    | [ БС 12 ] [ ГС 41 ] [ НЛ 39 ]   |
| 170   | Ле́вченко Александр Дмитриевич                                        | 29.03.1944            | артиллерия          | командир отделения разведки взвода управления 1007-го лёгкого артиллерийского полка 46-й лёгкой артиллерийской бригады 12-й артиллерийской дивизии 4-го артиллерийского корпуса прорыва РГК в составе 65-й армии 1-го Белорусского фронта | старший сержант                     | 17.09.1914 — 05.02.1995                    | [ БС 12 ] [ ГС 42 ] [ НЛ 40 ]   |
| 171   | Ле́вченко Анатолий Николаевич                                         | 26.05.1986            | авиация             | старший штурман 655-го истребительного авиационного полка ВВС 40-й армии ограниченного контингента советских войск в Афганистане | подполковник                        | 06.02.1947 — 27.12.1985                    | ——                              |
| 172   | Ле́вченко Анатолий Семёнович укр. Левченко Анатолій Семенович         | 29.12.1987            | космонавт           | космонавт-исследователь космического корабля «Союз ТМ-4» и орбитального научно-исследовательского комплекса «Союз ТМ-3 — Мир — Союз-ТМ-4»                                                                                                 | —                                   | 21.05.1941 — 06.08.1988                    | ——                              |
| 173   | Ле́вченко Василий Галактионович                                       | 10.01.1944            | пехота              | заместитель командира батальона 332-го стрелкового полка 241-й стрелковой дивизии 27-й армии Воронежского фронта | старший лейтенант                   | 1912 — 09.08.1943                          | [ БС 12 ] [ ГС 45 ] [ НЛ 41 ]   |
| 174   | Ле́вченко Василий Сидорович                                           | 23.10.1943            | пехота              | командир 838-го стрелкового полка 237-й стрелковой дивизии 40-й армии Воронежского фронта | майор                               | 28.01.1912 — 11.06.1999                    | [ БС 14 ] [ ГС 46 ] [ НЛ 42 ]   |
| 175   | Ле́вченко Григорий Иванович укр. Левченко Григорій Іванович           | 23.10.1943            | пехота              | стрелок 955-го стрелкового полка 309-й стрелковой дивизии 40-й армии Воронежского фронта | красноармеец                        | 17.11.1900 — 22.02.1984                    | [ БС 15 ] [ ГС 47 ] [ НЛ 43 ]   |
| 176   | Ле́вченко Дорофей Тимофеевич укр. Левченко Дорофій Тимофійович        | 25.10.1938            | пехота              | командир роты 119-го стрелкового полка 40-й стрелковой дивизии 39-го стрелкового корпуса 1-й Приморской армии Дальневосточного фронта | старший лейтенант                   | 25.10.1911 — 15.08.1941                    | ——                              |
| 177   | Ле́вченко Иван Алексеевич                                             | 18.05.1943            | артиллерия          | командир миномётного взвода 249-го кавалерийского полка 7-й кавалерийской дивизии 2-го гвардейского кавалерийского корпуса Центрального фронта                                                                                            | лейтенант                           | 15.10.1921 — 20.03.1943                    | [ БС 15 ] [ ГС 49 ] [ НЛ 44 ]   |
| 178   | Ле́вченко Ирина Николаевна                                            | 06.05.1965            | —                   | звание Героя Советского Союза присвоено по совокупности боевых заслуг во время Великой Отечественной войны | —                                   | 15.03.1924 — 18.01.1973                    | ——                              |
| 179   | Левчу́к Семён Лукьянович укр. Левчук Семен Лук'янович                 | 05.11.1944            | авиация             | командир звена 20-го гвардейского авиационного полка 3-й гвардейской авиационной дивизии 3-го гвардейского авиационного корпуса Авиации дальнего действия                                                                                 | гвардии старший лейтенант           | 03.11.1918 — 16.03.2005                    | [ БС 15 ] [ ГС 51 ] [ НЛ 45 ]   |
| 180   | Легези́н Павел Константинович                                         | 26.10.1943            | артиллерия          | командир батареи 158-го гвардейского артиллерийского полка 78-й гвардейской стрелковой дивизии 7-й гвардейской армии Степного фронта | гвардии старший лейтенант           | 21.10.1918 — 09.08.1944                    | [ БС 16 ] [ ГС 52 ] [ НЛ 46 ]   |
| 181   | Легоста́ев Василий Захарович                                          | 20.12.1943            | артиллерия          | наводчик противотанкового ружья 99-го гвардейского отдельного истребительно-противотанкового дивизиона 92-й гвардейской стрелковой дивизии 37-й армии Степного фронта                                                                     | гвардии красноармеец                | 1922 — 07.11.1943                          | [ БС 17 ] [ ГС 53 ] [ НЛ 47 ]   |
| 182   | Ледако́в Иван Михайлович                                              | 26.10.1943            | инженер             | сапёр 92-го гвардейского отдельного сапёрного батальона 81-й гвардейской стрелковой дивизии 7-й гвардейской армии Степного фронта | гвардии красноармеец                | 26.10.1924 — 28.09.1991                    | [ БС 17 ] [ ГС 54 ] [ НЛ 48 ]   |
| 183   | Леденёв Пётр Петрович                                                | 10.01.1944            | артиллерия          | командир батареи 911-го артиллерийского полка 340-й стрелковой дивизии 38-й армии Воронежского фронта | старший лейтенант                   | 05.12.1916 — 24.09.1986                    | [ БС 17 ] [ ГС 55 ] [ НЛ 49 ]   |
| 184   | Ле́днев Иван Васильевич                                               | 22.01.1944            | морской флот        | командир звена сторожевых катеров 4-го дивизиона сторожевых катеров Черноморского флота | капитан-лейтенант                   | 11.08.1910 — 25.11.1961                    | ——                              |
| 185   | Ледо́вский Иван Григорьевич                                           | 24.03.1945            | пехота              | командир пулемётного взвода 918-го стрелкового полка 250-й стрелковой дивизии 3-й армии 2-го Белорусского фронта | старший лейтенант                   | 15.06.1920 — 30.11.1988                    | [ БС 17 ] [ ГС 57 ] [ НЛ 50 ]   |
| 186   | Лежа́ва Вахтанг Акакиевич груз. ლეჟავა ვახტანგ                        | 13.09.1944            | артиллерия          | командир миномётного взвода 226-го гвардейского стрелкового полка 74-й гвардейской стрелковой дивизии 8-й гвардейской армии 3-го Украинского фронта                                                                                       | гвардии лейтенант                   | 1923 — 12.02.1944                          | [ БС 17 ] [ ГС 58 ] [ НЛ 51 ]   |
| 187   | Леже́нин Алексей Иванович                                             | 18.09.1943            | комиссар            | заместитель по политической части командира 1339-го горного стрелкового полка 318-й горной стрелковой дивизии 18-й армии Северо-Кавказского фронта                                                                                        | майор                               | 15.12.1911 — 16.09.1943                    | [ БС 17 ] [ ГС 59 ] [ НЛ 52 ]   |
| 188   | Лезжо́в Иван Иванович                                                 | 29.06.1945            | авиация             | штурман эскадрильи 98-го гвардейского отдельного разведывательного авиационного полка Главного командования ВВС Красной Армии | гвардии лейтенант                   | 20.09.1923 — 16.07.1915                    | [ БС 18 ] [ ГС 60 ] [ НЛ 53 ]   |
| 189   | Ле́зин Вениамин Павлович                                              | 15.01.1944            | танкист             | командир танка Т-70 142-го танкового батальона 95-й танковой бригады 9-го танкового корпуса 65-й армии Белорусского фронта | лейтенант                           | 01.04.1923 — 26.05.1960                    | [ БС 19 ] [ ГС 61 ] [ НЛ 54 ]   |
| 190   | Ле́йков Андрей Леонардович                                            | 19.03.1944            | танкист             | заместитель по строевой части командира танкового батальона 36-й танковой бригады 11-го танкового корпуса 28-й армии Южного фронта | капитан                             | 03.06.1904 — 20.04.1967                    | [ БС 19 ] [ ГС 62 ] [ НЛ 55 ]   |
| 191   | Ле́йцис Павел Рудольфович                                             | 20.10.1943            | артиллерия          | бронебойщик взвода противотанковых ружей 475-го стрелкового полка 53-й стрелковой дивизии 7-й гвардейской армии Степного фронта | красноармеец                        | 07.07.1909 — 13.07.1977                    | [ БС 19 ] [ ГС 63 ] [ НЛ 56 ]   |
| 192   | Ле́карев Филипп Андреевич                                             | 16.10.1943            | артиллерия          | наводчик орудия 6-го артиллерийского полка 74-й стрелковой дивизии 13-й армии Центрального фронта | младший сержант                     | 1915 — 07.02.1965                          | [ БС 19 ] [ ГС 64 ] [ НЛ 57 ]   |
| 193   | Лела́дзе Георгий Давидович груз. ლელაძე გიორგი                        | 10.04.1945            | пехота              | командир батальона 321-го стрелкового полка 15-й стрелковой дивизии 65-й армии 2-го Белорусского фронта | капитан                             | 16.11.1919 — 15.10.1993                    | [ БС 19 ] [ ГС 65 ] [ НЛ 58 ]   |
| 194   | Ле́леков Александр Макарович                                          | 13.09.1944            | пехота              | командир отделения автоматчиков разведывательной роты 45-й механизированной бригады 5-го механизированного корпуса 6-й танковой армии 2-го Украинского фронта                                                                             | старший сержант                     | 04.12.1902 — 25.06.1951                    | [ БС 19 ] [ ГС 66 ] [ НЛ 59 ]   |
| 195   | Лелюше́нко Дмитрий Данилович укр. Лелюшенко Дмитро Данилович          | 07.04.1940 06.04.1945 | танкист генерал     | командир 39-й отдельной лёгкой танковой бригады в составе 13-й армии Северо-Западного фронта командующий 4-й гвардейской танковой армией 1-го Украинского фронта                                                                          | полковник гвардии генерал-полковник | 02.11.1901 — 20.07.1987                    | [ БС 20 ] [ ГС 67 ] [ НЛ 60 ]   |
| 196   | Лема́йкин Иван Самсонович эрз. Лемайкин Иван Самсонович               | 30.10.1943            | пехота              | разведчик пешей разведки 120-го стрелкового полка 69-й стрелковой дивизии 65-й армии Центрального фронта | красноармеец                        | 16.11.1922 — 02.08.1992                    | [ БС 21 ] [ ГС 68 ] [ НЛ 61 ]   |
| 197   | Ленёв Георгий Матвеевич укр. Леньов Георгій Матвійович               | 06.04.1945            | пехота              | командир 902-го стрелкового полка 248-й стрелковой дивизии 5-й ударной армии 1-го Белорусского фронта | подполковник                        | 14.04.1908 — 07.01.1979                    | [ БС 21 ] [ ГС 69 ] [ НЛ 62 ]   |
| 198   | Лёнкин Александр Николаевич (Ленкин Александр Николаевич)            | 07.08.1944            | партизан            | активный участник партизанской борьбы на Украине, командир кавалерийского дивизиона 1-й Украинской партизанской дивизии | —                                   | 25.12.1916 — 22.07.1964                    | [ БС 21 ] [ ГС 70 ] [ НЛ 63 ]   |
| 199   | Леони́цкий Сергей Демьянович укр. Леоницький Сергій Дем’янович        | 10.04.1945            | пехота              | стрелок 1239-го стрелкового полка 373-й стрелковой дивизии 52-й армии 1-го Украинского фронта | красноармеец                        | 18.07.1909 — 12.02.1990                    | [ БС 21 ] [ ГС 71 ] [ НЛ 64 ]   |
| 200   | Лео́нов Алексей Архипович                                             | 23.03.1965 22.07.1975 | космонавт           | второй пилот космического корабля «Восход-2» командир экипажа космического корабля «Союз-19» | подполковник генерал-майор          | 30.05.1934 — 11.10.2019                    | ——                              |
| 201   | Лео́нов Виктор Николаевич                                             | 05.11.1944 14.09.1945 | морской флот        | командир 181-го особого разведывательного отряда разведывательного отдела штаба Северного флота командир 140-го разведывательного отряда разведывательного отдела штаба Тихоокеанского флота                                              | лейтенант старший лейтенант         | 21.11.1916 — 07.10.2003                    | [ БС 21 ] [ ГС 73 ] [ НЛ 65 ]   |
| 202   | Лео́нов Виктор Петрович                                               | 22.02.1944            | пехота              | командир отделения 106-й гвардейской отдельной разведывательной роты 110-й гвардейской стрелковой дивизии 37-й армии Степного фронта | гвардии старший сержант             | 29.04.1924 — 24.12.1944                    | [ БС 22 ] [ ГС 74 ] [ НЛ 66 ]   |
| 203   | Лео́нов Демократ Владимирович                                         | 21.03.1969            | пограничник         | начальник 57-го пограничного отряда Тихоокеанского пограничного округа | полковник                           | 01.04.1926 — 15.03.1969                    | ——                              |
| 204   | Лео́нов Иван Дмитриевич                                               | 01.11.1943            | авиация             | командир эскадрильи 85-го гвардейского истребительного авиационного полка 6-й гвардейской истребительной авиационной дивизии 8-й воздушной армии Южного фронта                                                                            | гвардии капитан                     | 11.09.1915 — 30.05.1944                    | [ БС 23 ] [ ГС 76 ] [ НЛ 67 ]   |
| 205   | Лео́нов Иван Михайлович                                               | 18.08.1945            | авиация             | старший лётчик 569-го штурмового авиационного полка 199-й штурмовой авиационной дивизии 4-го штурмового авиационного корпуса 4-й воздушной армии 2-го Белорусского фронта                                                                 | лейтенант                           | 08.05.1923 — 21.11.2000                    | [ БС 23 ] [ ГС 77 ] [ НЛ 68 ]   |
| 206   | Лео́нов Михаил Алексеевич                                             | 10.03.1944            | танкист             | командир башни танка Т-34 разведывательного отряда разведывательного отдела штаба 18-го танкового корпуса 5-й гвардейской танковой армии Степного фронта                                                                                  | младший сержант                     | 1905 — 18.10.1943                          | [ БС 23 ] [ ГС 78 ] [ НЛ 69 ]   |
| 207   | Лео́нов Михаил Иванович                                               | 21.07.1944            | пехота              | помощник командира взвода 1061-го стрелкового полка 272-й стрелковой дивизии 7-й армии Карельского фронта | сержант                             | 23.11.1923 — 28.08.2000                    | [ БС 23 ] [ ГС 79 ] [ НЛ 70 ]   |
| 208   | Лео́нов Николай Васильевич                                            | 31.05.1945            | артиллерия          | командир дивизиона 350-го лёгкого артиллерийского полка 11-го гвардейского танкового корпуса 1-й гвардейской танковой армии 1-го Белорусского фронта                                                                                      | старший лейтенант                   | 06.10.1921 — 14.02.2013                    | [ БС 23 ] [ ГС 80 ] [ НЛ 71 ]   |
| 209   | Лео́нов Николай Иванович                                              | 13.04.1944            | авиация             | командир эскадрильи 183-го истребительного авиационного полка 294-й истребительной авиационной дивизии 4-го истребительного авиационного корпуса 5-й воздушной армии 2-го Украинского фронта                                              | старший лейтенант                   | 20.04.1919 — 03.05.1997                    | [ БС 24 ] [ ГС 81 ] [ НЛ 72 ]   |
| 210   | Леоно́вич Иван Семёнович бел. Леановіч Іван Сямёнавіч                 | 02.11.1944            | авиация             | заместитель командира эскадрильи 29-го гвардейского истребительного авиационного полка 324-й истребительной авиационной дивизии 7-й воздушной армии Карельского фронта                                                                    | гвардии старший лейтенант           | 14.11.1920 — 13.01.1946                    | [ БС 25 ] [ ГС 82 ] [ НЛ 73 ]   |
| 211   | Лео́нтьев Василий Александрович                                       | 15.05.1946            | авиация             | заместитель командира эскадрильи 24-го бомбардировочного авиационного полка 241-й бомбардировочной авиационной дивизии 3-го бомбардировочного авиационного корпуса 16-й воздушной армии 1-го Белорусского фронта                          | старший лейтенант                   | 11.01.1917 — 14.06.1985                    | [ БС 25 ] [ ГС 83 ] [ НЛ 74 ]   |
| 212   | Лео́нтьев Пётр Михайлович                                             | 21.03.1940            | артиллерия          | помощник командира огневого взвода 21-го корпусного тяжёлого артиллерийского полка 50-го стрелкового корпуса 7-й армии Северо-Западного фронта                                                                                            | младший комвзвод                    | 1912 — 06.12.1943                          | [ БС 25 ] [ ГС 84 ] [ НЛ 75 ]   |
| 213   | Леонтю́к Антон Константинович укр. Леонтюк Антон Костянтинович        | 22.08.1944            | артиллерия          | командир батареи 220-го гвардейского истребительно-противотанкового артиллерийского полка РГК в составе 48-й армии 1-го Белорусского фронта                                                                                               | гвардии капитан                     | 19.12.1918 — 17.11.1994                    | [ БС 25 ] [ ГС 85 ] [ НЛ 76 ]   |
| 214   | Лео́нченко Николай Константинович укр. Леонченко Микола Костянтинович | 07.04.1940            | авиация             | командир звена 85-го авиационного полка Северо-Западного фронта | капитан                             | 25.08.1912 — 20.12.1941                    | [ БС 25 ] [ ГС 86 ] [ НЛ 77 ]   |
| 215   | Лео́нчиков Николай Петрович                                           | 27.02.1945            | пехота              | командир отделения 283-го гвардейского стрелкового полка 94-й гвардейской стрелковой дивизии 5-й ударной армии 1-го Белорусского фронта                                                                                                   | гвардии сержант                     | 10.02.1925 — 23.09.2012                    | [ БС 25 ] [ ГС 87 ] [ НЛ 78 ]   |
| 216   | Лепёхин Гавриил Васильевич                                           | 31.12.1942            | авиация             | командир звена 751-го авиационного полка 17-й авиационной дивизии Авиации дальнего действия | старший лейтенант                   | 25.03.1917 — 02.05.1990                    | [ БС 26 ] [ ГС 88 ] [ НЛ 79 ]   |
| 217   | Лесели́дзе Виктор Николаевич груз. ლესელიძე ვიქტორ                    | 21.07.1944            | артиллерия          | командир 619-го армейского миномётного полка 7-й армии Карельского фронта | подполковник                        | 07.01.1907 — 28.06.1944                    | [ БС 27 ] [ ГС 89 ] [ НЛ 80 ]   |
| 218   | Лесели́дзе Константин Николаевич груз. ლესელიძე კონსტანტინე           | 13.05.1971            | генерал             | звание Героя Советского Союза присвоено по совокупности боевых заслуг во время Великой Отечественной войны | генерал-полковник                   | 15.10.1903 — 21.02.1944                    | ——                              |
| 219   | Ле́сик Иван Андреевич укр. Лесик Іван Андрійович                      | 29.06.1945            | пехота              | командир 298-го стрелкового полка 186-й стрелковой дивизии 65-й армии 2-го Белорусского фронта | подполковник                        | 27.09.1918 — 27.06.1964                    | [ БС 27 ] [ ГС 91 ] [ НЛ 81 ]   |
| 220   | Лесконо́женко Николай Гаврилович укр. Лесконоженко Микола Гаврилович  | 27.12.1941            | авиация             | командир звена 513-го истребительного авиационного полка ВВС 52-й отдельной армии | лейтенант                           | 06.05.1919 — 02.11.1941                    | [ БС 27 ] [ ГС 92 ] [ НЛ 82 ]   |
| 221   | Лесово́й Митрофан Трофимович укр. Лісовий Митрофан Трохимович         | 03.06.1944            | пехота              | командир 635-го стрелкового полка 143-й стрелковой дивизии 60-й армии Центрального фронта | майор                               | 23.11.1905 — 30.09.1943                    | [ БС 27 ] [ ГС 93 ] [ НЛ 83 ]   |
| 222   | Ле́та Илья Кузьмич укр. Лета Ілля Кузьмич                             | 23.09.1944            | артиллерия          | командир 1672-го истребительно-противотанкового артиллерийского полка 1-го Украинского фронта | подполковник                        | 20.08.1907 — 04.01.1970                    | [ БС 28 ] [ ГС 94 ] [ НЛ 84 ]   |
| 223   | Лету́чий Александр Яковлевич                                          | 19.05.1940            | авиация             | помощник командира эскадрильи 3-го легкобомбардировочного авиационного полка 8-й армии Северо-Западного фронта | старший лейтенант                   | 25.11.1908 — 06.07.2002                    | ——                              |
| 224   | Леусе́нко Иван Михайлович укр. Леусенко Іван Михайлович               | 16.10.1943            | пехота              | командир 78-го стрелкового полка 74-й стрелковой дивизии 13-й армии Центрального фронта | подполковник                        | 21.01.1917 — 10.10.1970                    | [ БС 29 ] [ ГС 96 ] [ НЛ 85 ]   |
| 225   | Леу́хин Никанор Андреевич                                             | 17.10.1943            | артиллерия          | командир орудия 241-го гвардейского стрелкового полка 75-й гвардейской стрелковой дивизии 60-й армии Центрального фронта | гвардии сержант                     | 04.08.1918 — 18.06.1944                    | [ БС 29 ] [ ГС 97 ] [ НЛ 86 ]   |
| 226   | Леу́цкий Николай Афанасьевич укр. Леуцький Микола Панасович           | 03.06.1944            | пехота              | командир разведывательной роты 7-го гвардейского бронеавтомобильного батальона 6-го гвардейского танкового корпуса 3-й гвардейской танковой армии 1-го Украинского фронта                                                                 | гвардии лейтенант                   | 13.05.1913 — 01.03.1945 (пропал без вести) | [ БС 29 ] [ ГС 98 ] [ НЛ 87 ]   |
| 227   | Леу́шин Дмитрий Сидорович                                             | 24.03.1945            | связисты            | радист взвода управления 1-го дивизиона 103-го миномётного полка 3-й миномётной бригады 7-й артиллерийской дивизии прорыва РГК в составе 46-й армии 2-го Украинского фронта                                                               | красноармеец                        | 05.11.1920 — 05.12.1944                    | [ БС 30 ] [ ГС 99 ] [ НЛ 88 ]   |
| 228   | Лефевр Марсель фр. Lefevre Marcel                                    | 04.06.1945            | Сражающаяся Франция | командир эскадрильи 1-го отдельного истребительного авиационного полка «Нормандия» Сражающейся Франции в составе 303-й истребительной авиационной дивизии 1-й воздушной армии 1-го Белорусского фронта                                    | старший лейтенант                   | 17.03.1918 — 05.06.1944                    | [ БС 31 ] [ ГС 100 ] [ НЛ 89 ]  |
| 229   | Леша́нов Иван Петрович                                                | 09.02.1944            | артиллерия          | наводчик орудия 465-го стрелкового полка 167-й стрелковой дивизии 38-й армии Воронежского фронта | красноармеец                        | 29.06.1920 — 10.01.1976                    | [ БС 32 ] [ ГС 101 ] [ НЛ 90 ]  |
| 230   | Лещёв Анатолий Алексеевич                                            | 24.03.1945            | артиллерия          | командир орудия артиллерийского дивизиона 5-й гвардейской отдельной мотострелковой бригады 46-й армии 3-го Украинского фронта | гвардии сержант                     | 23.02.1923 — 26.03.1995                    | [ БС 32 ] [ ГС 102 ] [ НЛ 91 ]  |
| 231   | Ле́щенко Вячеслав Сергеевич укр. Лещенко В'ячеслав Сергійович         | 24.08.1943            | авиация             | заместитель командира эскадрильи 4-го истребительного авиационного полка 287-й истребительной авиационной дивизии 4-й воздушной армии Северо-Кавказского фронта                                                                           | лейтенант                           | 05.05.1916 — 30.03.1978                    | [ БС 32 ] [ ГС 103 ] [ НЛ 92 ]  |
| 232   | Ле́щенко Николай Павлович укр. Лещенко Микола Павлович                | 25.09.1944            | артиллерия          | командир огневого взвода 1318-го истребительно-противотанкового артиллерийского полка 1-й истребительно-противотанковой артиллерийской бригады РГК в составе 1-го Белорусского фронта                                                     | лейтенант                           | 23.02.1923 — 28.01.1990                    | [ БС 32 ] [ ГС 104 ] [ НЛ 93 ]  |
| 233   | Ле́щенко Павел Афанасьевич                                            | 24.03.1945            | пехота              | командир 95-го гвардейского стрелкового полка 31-й гвардейской стрелковой дивизии 11-й гвардейской армии 3-го Белорусского фронта | гвардии подполковник                | 15.07.1917 — 21.11.1984                    | [ БС 32 ] [ ГС 105 ] [ НЛ 94 ]  |
| 234   | Ле́щенко Пётр Лукьянович укр. Лещенко Петро Лук'янович                | 29.10.1943            | пехота              | командир роты 842-го стрелкового полка 240-й стрелковой дивизии 38-й армии Воронежского фронта | старший лейтенант                   | 03.12.1917 — 12.11.1943                    | [ БС 32 ] [ ГС 106 ] [ НЛ 95 ]  |
| 235   | Лещи́нский Адам Брониславович бел. Ляшчынскі Адам Браніслававіч       | 10.01.1944            | танкист             | командир батареи самоходных установок СУ-122 1450-го самоходного артиллерийского полка 10-го танкового корпуса 40-й армии 1-го Украинского фронта                                                                                         | лейтенант                           | 24.12.1920 — 08.09.2006                    | [ БС 33 ] [ ГС 107 ] [ НЛ 96 ]  |
| 236   | Ли́бман Михаил Александрович ивр. ליבמן מיכאיל אלכסנדרוביץ‎            | 10.04.1945            | артиллерия          | командир 637-го лёгкого артиллерийского полка 15-й лёгкой артиллерийской бригады 3-й артиллерийской дивизии 7-го артиллерийского корпуса прорыва РГК в составе 5-й гвардейской армии 1-го Украинского фронта                              | майор                               | 1921 — 12.02.1945                          | [ БС 34 ] [ ГС 108 ] [ НЛ 97 ]  |
| 237   | Ли́венцев Виктор Ильич                                                | 01.01.1944            | партизан            | активный участник партизанской борьбы в Белоруссии, командир 1-й Бобруйской партизанской бригады | —                                   | 21.04.1918 — 28.09.2009                    | [ БС 34 ] [ ГС 109 ] [ НЛ 98 ]  |
| 238   | Лизуно́в Леонид Иванович                                              | 18.08.1945            | авиация             | заместитель командира эскадрильи 165-го гвардейского штурмового авиационного полка 10-й гвардейской штурмовой авиационной дивизии 17-й воздушной армии 3-го Украинского фронта                                                            | гвардии старший лейтенант           | 14.04.1920 — 14.08.1987                    | [ БС 34 ] [ ГС 110 ] [ НЛ 99 ]  |
| 239   | Лизюко́в Александр Ильич                                              | 05.08.1941            | танкист             | начальник штаба группы войск по обороне города Борисова | полковник                           | 26.03.1900 — 25.07.1942                    | ——                              |
| 240   | Лизюко́в Пётр Ильич                                                   | 19.04.1945            | артиллерия          | командир 46-й истребительно-противотанковой артиллерийской бригады 11-й гвардейской армии 3-го Белорусского фронта | полковник                           | 02.02.1909 — 30.01.1945                    | [ БС 34 ] [ ГС 112 ] [ НЛ 100 ] |
| 241   | Ликуно́в Иван Сергеевич                                               | 31.03.1943            | пехота              | командир роты 130-го гвардейского стрелкового полка 44-й гвардейской стрелковой дивизии 1-й гвардейской армии Юго-Западного фронта | гвардии лейтенант                   | 1911 — 15.01.1943                          | [ БС 34 ] [ ГС 113 ] [ НЛ 101 ] |
| 242   | Лима́нский Кузьма Архипович                                           | 29.10.1943            | пехота              | командир пулемётного расчёта 615-го стрелкового полка 167-й стрелковой дивизии 38-й армии Воронежского фронта | сержант                             | 07.11.1919 — 06.10.1992                    | [ БС 35 ] [ ГС 114 ] [ НЛ 102 ] |
| 243   | Лимо́нов Илья Дмитриевич                                              | 23.10.1943            | пехота              | командир пулемётного взвода 957-го стрелкового полка 309-й стрелковой дивизии 40-й армии Воронежского фронта | младший лейтенант                   | 27.07.1924 — 04.07.1991                    | [ БС 36 ] [ ГС 115 ] [ НЛ 103 ] |
| 244   | Ли́монь Николай Фёдорович укр. Лимонь Микола Федорович                | 30.10.1943            | пехота              | командир пулемётного отделения 895-го стрелкового полка 193-й стрелковой дивизии 65-й армии Центрального фронта | младший сержант                     | 15.02.1918 — 17.08.1979                    | [ БС 36 ] [ ГС 116 ] [ НЛ 104 ] |
| 245   | Лиморе́нко Александр Парамонович                                      | 03.06.1944            | артиллерия          | командир орудия батареи 45-мм пушек 372-го стрелкового полка 218-й стрелковой дивизии 47-й армии Воронежского фронта | сержант                             | 25.10.1912 — 27.10.1981                    | [ БС 36 ] [ ГС 117 ] [ НЛ 105 ] |
| 246   | Ли́нник Михаил Васильевич укр. Линник Михайло Васильович              | 22.02.1944            | артиллерия          | командир огневого взвода 45-мм пушек 276-го гвардейского стрелкового полка 92-й гвардейской стрелковой дивизии 37-й армии Степного фронта                                                                                                 | гвардии старшина                    | 1910 — 29.04.1944                          | [ БС 36 ] [ ГС 118 ] [ НЛ 106 ] |
| 247   | Ли́нник Михаил Никифорович укр. Лінник Михайло Никифорович            | 24.03.1945            | пехота              | командир роты 350-го стрелкового полка 96-й стрелковой дивизии 48-й армии 1-го Белорусского фронта | капитан                             | 25.10.1916 — 21.12.2007                    | [ БС 36 ] [ ГС 119 ] [ НЛ 107 ] |
| 248   | Ли́нник Павел Дмитриевич укр. Линник Павло Дмитрович                  | 20.06.1942            | пехота              | разведчик 173-й отдельной разведывательной роты 109-й стрелковой дивизии Приморской армии | ефрейтор                            | 1916 — 19.01.1944                          | [ БС 36 ] [ ГС 120 ] [ НЛ 108 ] |
| 249   | Линчу́к Александр Титович укр. Линчук Олександр Титович               | 15.01.1944            | пехота              | стрелок 221-го гвардейского стрелкового полка 77-й гвардейской стрелковой дивизии 61-й армии Центрального фронта | гвардии красноармеец                | 22.04.1925 — 31.08.2011                    | [ БС 37 ] [ ГС 121 ] [ НЛ 109 ] |
| 250   | Линько́в Григорий Матвеевич                                           | 20.01.1943            | партизан            | активный участник партизанской борьбы в Белоруссии, командир 1-го Белорусского отряда специального назначения | военинженер 1-го ранга              | 04.02.1899 — 17.12.1961                    | [ БС 38 ] [ ГС 122 ] [ НЛ 110 ] |
| 251   | Липате́нков Фёдор Петрович (Липатенко Фёдор Петрович)                 | 06.04.1945            | танкист             | командир 19-й гвардейской механизированной бригады 8-го гвардейского механизированного корпуса 1-й гвардейской танковой армии 1-го Белорусского фронта                                                                                    | гвардии полковник                   | 02.09.1910 — 21.01.1945                    | [ БС 38 ] [ ГС 123 ] [ НЛ 111 ] |
| 252   | Липа́ткин Фёдор Акимович                                              | 07.04.1940            | пехота              | исполняющий должность командира разведывательной роты 136-го стрелкового полка 97-й стрелковой дивизии 13-й армии | красноармеец                        | 31.03.1918 — 25.08.1952                    | ——                              |
| 253   | Липа́тов Александр Фёдорович                                          | 27.02.1945            | кавалерия           | командир взвода разведки 54-го гвардейского кавалерийского полка 14-й гвардейской кавалерийской дивизии 7-го гвардейского кавалерийского корпуса 1-го Белорусского фронта                                                                 | гвардии лейтенант                   | 03.08.1919 — 03.03.1945                    | [ БС 38 ] [ ГС 125 ] [ НЛ 112 ] |
| 254   | Липа́тов Николай Дмитриевич                                           | 26.10.1944            | связисты            | старший телефонист 973-го артиллерийского полка 160-й стрелковой дивизии 70-й армии 1-го Белорусского фронта | красноармеец                        | 19.05.1916 — 13.08.1944                    | [ БС 38 ] [ ГС 126 ] [ НЛ 113 ] |
| 255   | Липачёв Пётр Павлович                                                | 24.03.1945            | пехота              | командир 848-го стрелкового полка 267-й стрелковой дивизии 51-й армии 4-го Украинского фронта | подполковник                        | 22.01.1904 — 08.06.1957                    | [ БС 38 ] [ ГС 127 ] [ НЛ 114 ] |
| 256   | Липи́лин Александр Алексеевич                                         | 24.02.1942            | авиация             | командир звена 41-го истребительного авиационного полка 7-й смешанной авиационной дивизии Северо-Западного фронта | старший лейтенант                   | 18.01.1913 — 27.02.2003                    | [ БС 39 ] [ ГС 128 ] [ НЛ 115 ] |

| Навигационная таблица | Навигационная таблица              |
| --------------------- | ---------------------------------- |
| «Л»                   | Лаар Иосиф — Лебедев Василий       |
| «Л»                   | Лебедев Виктор — Липилин Александр |
| «Л»                   | Липкин Герман — Лосев Алексей      |
| «Л»                   | Лосев Анатолий — Лященко Николай   |